# Ислам-ходжа (фильм)
Ислам-ходжа (узб. Islomxo’ja) — узбекский художественно-публицистический фильм, драма режиссёра и сценариста Джахонгира Ахмедова. Генеральным продюсером выступило Агентство кинематографии Узбекистана; первый совместный фильм с Москвой. В главных ролях: Кадыров Улугбек, Алишер Узаков, Хусан Жураев, Асал Шодиева, Хашим Арсланов и Мухаммадали Абдукундузов.
Премьера фильма состоялась во многих странах, в том числе в США, Пакистане и Азербайджане. Впервые в Америке состоялась премьера узбекского фильма «Ислам-ходжа».

## Сюжет
Фильм рассказывает про премьер-министра Хивинского ханства в 1907—1913 годах Ислама-ходжу. В последние годы правления хивинского хана Мухаммад Рахим-хана II и в начале правления хивинского хана Асфандияр-хана большую роль в государстве играл просвещенный визирь — премьер-министр Ислам-ходжа (1872—1913). Он родился в 1872 году в семье представителя духовенства Ибрагим-ходжи. Учился в медресе Хивы. Был наместником в Хазараспе, а затем был назначен премьер-министром Хорезма. На его средства в Хиве были построены хлопкоочистительный завод, больница, аптека, почта, телеграф, светская школа. В 1908—1910 годах Ислам-ходжа построил на юго-востоке Ичан-Калы ансамбль, состоящий из самого маленького медресе и самого высокого минарета Хивы. Смерть основателя медресе и минарета оказалась трагичной. Духовенство и консервативно настроенная знать враждебно относились к политике Ислама-ходжи и его нововведениям. По легенде им удалось склонить на свою сторону хана Асфандияра, убедив его в том, что Ислам-ходжа представляет собой угрозу ханской власти. Участь главного визиря была предрешена. Однажды ночью, когда Ислам-ходжа возвращался в свою загородную резиденцию, неизвестные нанесли ему несколько смертельных ножевых ранений и скрылись. Впрочем, их никто и не разыскивал: хан знал о готовящемся убийстве и не препятствовал ему. Это было в 1913 году.

## Создание
В сентябре 2017 года в Ташкенте перед началом съемок фильма «Ислам-ходжа» была проведена научная конференция о жизни и творчестве Ислама-ходжи, на которой была осмыслена идея и обсуждался сценарий.
На конференции узбекские ученые и историки рассказали о биографии Ислама-ходжи и интерпретации событий, происходивших в то время.
Съёмки фильма были поручены кинокомпании Ezgu Flim. В фильме снялись популярные узбекские и российские актёры.
Атмосфера эпохи того времени возродилась на киноплощадке «Ezgu Film». В сотрудничестве с творческим коллективом из России на 5 гектарах земли были построены декорации города, поля битвы. Над двухэтажным дворцом хорезм шаха высотой 5,5 метра, который занял площадь 3 500 квадратных метров, трудилось 1500 рабочих.

## В ролях
- Хусан Жураев — Историк
- Улугбек Кадыров — Ислам-ходжа
- Сардор Зоиров — Муратбек
- Алишер Узаков — Асфандияр-хан
- Олег Галахов — Лыкошин, Александр Иванович
- Мухаммадали Абдукундузов— Ферузхон
- Азамат Ахроров — Бобожон
- Оскар Жалилов — Николай II
- Боир Холмирзаев — Хусайинбек
- Элбек Файзиев — Шехназарбой
- Акмал Мирзаев — Омонгалди
- Матёкуб Матчонов — Матвафо
- Зафар Аcкаров — Абдураҳмон
- Асадилло Набиев — Шариф
- Владимир Юдин — Девонов
- Эгамберди Рахимов — Девонов
- Мухаммадисо Абдулхайиров —Исхокхон
- Асал Шодиева — Азизапошшабика
- Хашим Арсланов — Историк
- Мухриддин Размонов
- Бахтиёр Амонбоев
- Эргаш Атабаев
- Баходир Бекмуродов
- Мансур Кўчкоров
- Усмон Каландаров
- Даврон Исмоилов

## Съёмочная группа
- Генеральный продюсер — Агентство кинематографии Узбекистана
- Продюсер — Зафар Юлдашев
- Режиссёр-постановщик — Джахонгир Ахмедов
- Авторы сценария — Джурабек Рузметов
- Оператор-постановщик — Джахонгир Ибрагимов
- Оператор — Рустам Йўлдошев
- Художник-постановщик — Акмал Саидов
- Композитор — Дониёр Агзамов
- Художник по гриму — Валентина Абдукундузова
- Режиссёры монтажа — Фархад Тахиров
- Звукорежиссёр — Анвар Файзуллаев.

## Постпродакшн
Музыку к фильму «Ислам-ходжа» написал Дониёр Агзамов. Звукорежиссер Анвар Файзуллаев. Звуковой дизайн Дониёр Агзамов. Комплекс звукового постпродакшна компании СинеЛаб Dolby Digital 5.1.

## Награды и номинации
- Победитель в номинации «Лучший Художник» Национального кинофестиваля «Олтин Хумо» (2019 г.) (Акмал Саидов)[12]
- Победитель в номинации «Лучший художник грима» Национального кинофестиваля «Олтин Хумо» (2019 г.) (Валентина Абдуқундузова)[13][14]